# Karakószörcsök
Karakószörcsök là một thị trấn thuộc hạt Veszprém, Hungary. Thị trấn này có diện tích 7,11 km², dân số năm 2010 là 315 người, mật độ 44 người/km².